# Bobby, It's Cold Outside
«Bobby, It's Cold Outside» (укр. «Боббі, надворі холод») — десята серія тридцять першого сезону мультсеріалу «Сімпсони», прем'єра якої відбулась 15 грудня 2019 року у США на телеканалі «Fox».

## Сюжет
За п'ять тижнів до Різдва Ленні замовляє свій різдвяний подарунок через Інтернет. За два дні його доставляють, але хтось негайно викрадає його з ґанку будинку. Згодом все більше людей позбавляють доставлених подарунків. Коли план Ленні обдурити грабіжників порохом не вдається і закінчується травматично, Ленні пише кров'ю ініціали «SB» (серед підозрюваних Сельма Був'є, Скотт Бакула, Стів Балмер і Сандра Буллок).
Працюючи доглядачем маяку, Другого Номера Боба відвідує сусідка Кассандра, яка говорить, що розповіла про Боба у місті. Коли негайно приїжджають двоє чоловіків, Боба це дратує, однак вони пропонують йому роботу в тематичному парку розваг Спрінґфілда цьогорічним Санта-Клаусом.
Побачивши місцеві новини, Барт підозрює Боба у скоєних викраденнях. Коли хлопчик знову навідується до селища Санти, Боб переконує Барта у своїй невинності. Натомість, він допомагає Барту знайти винного, сховавшись як подарунок на ґанку будинку Сімпсонів.
Фургон злодія приїжджає, і Сімпсони їдуть за ним до ангара, де з'ясовується, що винними є Вейлон Смізерс і містер Бернс (чиї ініціали «SB»). Ліса припускає, що Бернс зробив це, бо відчуває депресію. Містер Бернс розповідає історію того, як у дитинстві Різдво йому розбило йому серце, коли він попросив Санту, лише «щоб батько усміхнувся, а мати обійняла», але натомість його відправили в інтернат. Боб як Санта переконує Бернса, що суворе виховання зробило його успішним, яким він є сьогодні. Тож Бернс і Смізерс повертають подарунки.
По поверненні Боба на маяк, Кассандра приносить Бобу різдвяний подарунок — граблі, — і говорить Бобу, що знає все про його минуле. Однак, їй байдуже, і хоче, щоб він поцілував її. Під час їх сумісного музичного номеру, Гораціо Маккалістер врізається у скелю, оскільки світло маяків так ніхто і не засвітив.
У фінальній сцені у міжнародному аеропорту Спрінґфілда Стів Балмер зустрічає Монті Бернса. Бернс запитує його, як він може бути настільки позитивним у всьому, і просить навчитись, як це робити. Коли Бернс намагається скопіювати поведінку Балмера, він заподіює собі шкоду і його вивозить «швидка», а Стів Балмер їде з ним.
У сцені під час титрів під різдвяну мелодію показано вітальні листівки з деякими героями.

## Виробництво
Виконавчий продюсер Ел Джін заявив, що актрису Сандру Буллок не запрошували виконати камео в ролі самої себе, оскільки «хотіли б дати їй більшу роль».

## Цікаві факти і культурні відсилання
- Назва серія — відсилання до пісні 1944 року «Baby, It's Cold Outside» Френка Лоссера. Також цю пісню (з переробленими словами) разом виконують Боб і Кассандра наприкінці серії[2].
- Серія містить відсилання до інших зимових серій «Сімпсонів»:
  - Другий Номер Боб не прагне смерті Барта і досі є доглядачем маяка, яким став наприкінці серії «Gone Boy»[2];
  - У селищі Санти, як і в серії «'Tis the 30th Season», є «Бик для обіймів»;
  - Меґґі відправляється на експресі «Гнома у домі» — іграшки із серії «The Nightmare After Krustmas». Також до «Крастіздва» відсилає листівка в титрах «Merry Krustmas»[2].
- Коли Сімпсони їдуть машиною, вони наспівують Інтернет-пісню «Baby Shark» (укр. «Акуленя»)

## Ставлення критиків і глядачів
Під час прем'єри серію переглянули 4,97 млн осіб з рейтингом 1.7, що зробило її найпопулярнішим шоу на каналі «Fox» тієї ночі.
Денніс Перкінс з «The A.V. Club» дав серії оцінку C, сказавши, що у серії хоча б «показано улюбленого неефективного психотерапевтичного вбивцю, який повернувся до міста на свята. З усіх повторюваних персонажів [„Сімпсонів“], Боб, найімовірніше, прикрасить мій день чи будь-який епізод, просто завдяки очевидній радості Келсі Греммера у ролі поганця…».
Тоні Сокол з «Den of Geek» дав серії три з половиною з п'яти зірок, сказавши, що серія — «це подвійно набита сумка для димоходу…».
Згідно з голосуванням на сайті The NoHomers Club більшість фанатів оцінили серію на 3/5 із середньою оцінкою 2,66/5.